# Paul J. Kohtes
Paul Johannes Kohtes (* 7. Juli 1945 in Büderich, heute Meerbusch) ist ein deutscher Autor.

## Leben und Wirken
1998 gründete er mit seiner damaligen Frau die Identity Foundation, eine gemeinnützige Stiftung für Philosophie.

## Veröffentlichungen (Auswahl)
- Silbermond in dunkler Nacht. Zen-Gedichte. Kamphausen Verlag, Bielefeld 2005, ISBN 978-3-89901-047-3
- Dein Job ist es, frei zu sein. Zen und die Kunst des Managements. Kamphausen Verlag, Bielefeld 2005, ISBN 978-3-89901-043-5
- Sie wartet schon vor deiner Tür. Das Weisheitsbuch von Atem bis Zen. Kamphausen Verlag, Bielefeld 2006, ISBN 978-3-89901-093-0
- Hören Sie auf zu rennen. Was Manager von Hase & Igel lernen können. Kamphausen Verlag, Bielefeld 2006, ISBN 978-3-89901-096-1
- Jesus für Manager. Frei sein im Job und im Leben. Kamphausen Verlag, Bielefeld 2008, ISBN 978-3-89901-142-5
- Das Buch vom Nichts. Mit Zen zu einem Leben in Fülle. Gräfe und Unzer, München 2012, ISBN 978-3-8338-2374-9 (Mit Audio-CD).
- mit Nadja Rosman: Mit Achtsamkeit in Führung. Was Meditation für Unternehmen bringt. Klett-Cotta Verlag, Stuttgart 2014, ISBN 978-3-608-94865-3
- Meister Eckhart. 33 Tore zum guten Leben. Patmos Verlag, Ostfildern 2014, ISBN 978-3-8436-0501-4